# Tchéky Karyo
Baruh Djaki Karyo (Estambul, Turquía, 4 de octubre de 1953), conocido como Tchéky Karyo, es un actor francés de orígenes turcos y judeo-sefardíes.

## Biografía
Estuvo casado con la actriz y modelo francesa Isabelle Pasco.[cita requerida]

## Filmografía (lista no exhaustiva)
- Mystère 2021
- The Missing Temporadas 1 y 2 (2014-2016)
- Belle et Sébastien 2013
- Forces spéciales (2011, Almirante Guezennec)
- El camino (2010, Capitán Henri)
- A Previous Engagement (2005, Alex Belmont)
- Taking Lives (2004, Leclair)
- The Core (2003, Dr. Serge Leveque)
- Utopía (2003, Hervé)
- The Good Thief (2002, Roger)
- El beso del dragón (2001, Jean-Pierre Richard)
- The Patriot (2000, Jean Villeneuve
- Arabian Nights (telefilme, 2000, Black Coda)
- Le roi danse (2000)
- Saving Grace (2000, Jacques Chevalier)
- The Messenger: The Story of Joan of Arc (1999, Dunois)
- My Life So Far (1999, Gabriel Chenoux)
- Wing Commander (1999)
- Babel (1999, Nemrod)
- Adictos al amor (1997, Antoine)
- Dobermann (1997, policía Christini)
- GoldenEye (1995, Dmitri Mishkin)
- Crying Freeman (1995)
- Operation Dumbo Drop (1995, Goddard)
- Dos policías rebeldes (1995, Fouchet)
- Nostradamus (1994, Nostradamus)
- 1492: la conquista del paraíso (1992, Pinzón)
- Nikita (1990, Bob)
- L'Ours (1988, uno de los cazadores)
- Las noches de la luna llena (1984, Remy)
- Le marginal (1983, Francis Pierron)

## Premios y nominaciones
| Año  | Categoría              | Premio            | Película              | Resultado |
| ---- | ---------------------- | ----------------- | --------------------- | --------- |
| 1990 | Mejor actor            | Premio Mystfest   | Nikita y Corps Perdus | Ganó      |
| 1986 | -                      | Premio Jean Gabin | -                     | Ganó      |
| 1983 | Mejor actor revelación | Premio César      | La Balance            | Nominado  |